# Сентертон (Арканзас)
Сентертон (енгл. Centerton) град је у америчкој савезној држави Арканзас.

## Демографија
По попису из 2010. године број становника је 9.515, што је 7.369 (343,4%) становника више него 2000. године.
| Група             | 2000.         | 2010.         |
| Белци             | 1.998 (93,1%) | 7.487 (78,7%) |
| Афроамериканци    | 3 (0,1%)      | 339 (3,6%)    |
| Азијати           | 4 (0,2%)      | 218 (2,3%)    |
| Хиспаноамериканци | 87 (4,1%)     | 1.161 (12,2%) |
| Укупно            | 2.146         | 9.515         |